# 鹏起科技
鹏起科技发展股份有限公司，簡稱鹏起科技发展股份、鹏起科技发展、鹏起科技（英語：PENGQI TECHNOLOGY DEVELOPMENT COMPANY LIMITED，上交所除牌前：600614/900907，简称：退市鹏起/退市鹏B），是一间曾于上海证券交易所上市的公司，前身依次为上海膠帶股份有限公司、上海三九科技发展股份有限公司及上海鼎立科技发展（集团）股份有限公司。現時，该公司为鼎立控股集团股份有限公司旗下公司。
该公司以在中國內地經營房地產為主要业务，其他业务包含酒店、製藥及橡胶业。公司總部位於吉林省白山市江源区江源大街30号，法定代表人為侯林。
2017年1月23日，该公司A股证券简称变更为“鹏起科技”，B股也相应变更为“鹏起B股”，证券代码保持不变。2019年4月29日，該公司A股股票简称變為“*ST鹏起”，B股股票简称變為“*ST鹏起B”，证券代码均不变。

## 外部連結
- 鹏起科技发展股份有限公司（页面存档备份，存于）